# Sull'equilibrio dei piani

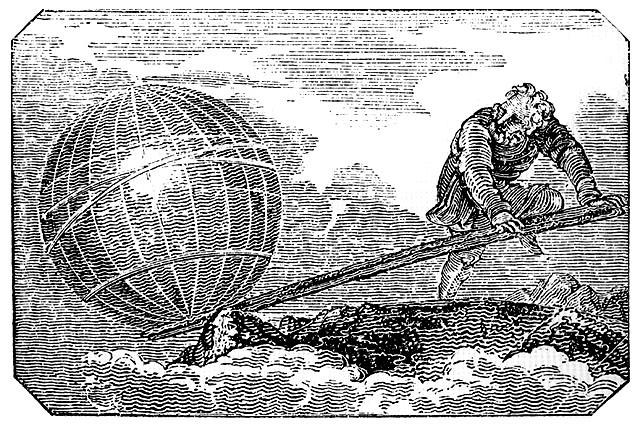
Archimede rappresentato mentre afferma, secondo la citazione di Plutarco, che qualsiasi peso dato può essere spostato da una data forza.

Sull'equilibrio dei piani (in greco Περὶ ἐπιπέδων ἱσορροπιῶν?) è un trattato di Archimede in due volumi. Il primo libro stabilisce la legge del guadagno meccanico delle leve e individua il centro di gravità del triangolo e del trapezio. Secondo Pappo d'Alessandria, lo studio delle leve spinse Archimede ad affermare: "Datemi un punto di appoggio, e sposterò la Terra". (in greco δῶς μοι πᾶ στῶ καὶ τὰν γᾶν κινάσω?). Il secondo libro, che contiene dieci proposizioni, esamina i centri di gravità dei segmenti parabolici.

## Struttura del testo
Il primo libro contiene sette postulati e quindici proposizioni. Nella proposizione sei Archimede stabilisce la legge del guadagno meccanico delle leve, concludendo che " sono in equilibrio a distanze reciprocamente proporzionali ai loro pesi". Nelle proposizioni dieci e quattordici Archimede individua il centro di gravità rispettivamente del parallelogramma e del triangolo. Inoltre nella proposizione 15 stabilisce il centro di gravità del trapezio. Il secondo libro contiene dieci proposizioni e studia i segmenti parabolici: tale studio viene condotto sostituendo i segmenti parabolici con rettangoli di uguale area, utilizzando i risultati precedentemente ottenuti dallo stesso Archimede ne La Quadratura della Parabola.

## Dimostrazione della legge delle leve
La dimostrazione di Archimede della legge delle leve, contenuta nella proposizione sei, è valida solo per grandezze commensurabili e si basa sulle proposizioni quattro e cinque e sul postulato uno.

### Introduzione

Pesi uguali a distanze uguali.

Nel primo postulato Archimede afferma che "pesi uguali a distanze uguali sono in equilibrio" (ossia pesi uguali posti su bracci di leva di lunghezza uguale). Nelle proposizioni quattro e cinque espande questa osservazione introducendo il concetto di centro di gravità: in queste preposizioni è dimostrato che il baricentro di qualsiasi sistema costituito da un numero pari di pesi uguali, equamente distribuiti, sarà situato nel punto medio tra i due pesi centrali. Questa proposizione permette di studiare il posizionamento di più pesi su entrambi i bracci della leva.

### Enunciato

Pesi e leve in un rapporto di quattro a tre.

Dati due pesi disuguali, ma commensurabili, e un braccio di leva diviso da un fulcro in due porzioni disuguali, ma commensurabili (vedi schizzo a lato), la proposizione sei afferma che se i pesi A e B sono applicati ai punti E e D rispettivamente, il sistema sarà in equilibrio se i pesi sono inversamente proporzionali alle lunghezze EC e CD, dove C è la posizione del fulcro:
{\displaystyle A:B=CD:EC\,}

### Dimostrazione
Si supponga che i bracci siano costruiti con un rapporto dato, utilizzando un'unità di misura comune N, e si scelgano pesi aventi fra loro lo stesso rapporto. In questa dimostrazione si utilizzerà a titolo di esempio il rapporto 4:3 come nella figura soprastante. Ora, a sinistra del braccio ED si aggiunga un duplicato del braccio CD e a destra un duplicato del braccio EC.
A questo punto si inverta la disposizione dei bracci EC e CD, in modo che CD sia adiacente a LE (le due linee rosse insieme) e EC adiacente a DK (le due linee blu insieme), ossia le coppie di bracci uguali siano adiacenti. Si nomini H il punto in cui, nella leva con i bracci duplicati e riordinati, termina il braccio in rosso e inizia quello in blu, come in figura:

Pesi e leve in un rapporto da otto a sei.

Entrambe le due leve, quella con i bracci non riordinati e quella con i bracci riordinati, sono lunghe il doppio della leva originale ED. Nella leva con i bracci riordinati il braccio LH ha il suo centro in E e HK il suo centro in D, come si evidenzia dalla figura che mette a confronto le due leve. Si noti inoltre che EH (che è uguale a CD) contiene l'unità di misura comune N un numero esatto di volte, così come EC, e di conseguenza anche CH. Resta quindi da dimostrare che A applicato in E, e B applicato a D, avranno il loro centro di gravità in C.
Essendo entrambi lunghi il doppio dei bracci originari, LH e HK mantengono il rapporto di quattro a tre ma sono lunghi rispettivamente otto e sei volte l'unità di misura N. Si divida dunque in otto parti il peso A e in sei il peso B, conservando quindi il loro rapporto originale di quattro a tre, e li si allinei secondo il diagramma a lato.
Ora, poiché è stato dimostrato che un numero pari di pesi uguali, equidistanti, ha il proprio centro di gravità nel punto medio tra i due pesi centrali, il peso A è in effetti applicato in E e il peso B in D, come richiede la proposizione. Inoltre il sistema totale è costituito da un numero pari di pesi uguali equamente distribuiti: seguendo la stessa legge, C deve essere il centro di gravità dell'intero sistema. Quindi A applicato in E e B applicato in D hanno il loro centro di gravità in C e la leva originaria risulta essere in equilibrio se il fulcro è posto in C.
Considerata la premessa sull'unità di misura comune, questa dimostrazione è valida anche per altri valori del rapporto tra lunghezze dei bracci e pesi, ma presuppone che tale rapporto sia una grandezza commensurabile: ossia, in termini matematici moderni, un numero razionale.

## Autenticità del testo
Sebbene l'autenticità del libro due non sia messa in dubbio, numerose ricerche hanno evidenziato incongruenze all'interno del libro uno. Berggren, in particolare, mette in dubbio la validità del primo libro nel suo insieme, evidenziando tra l'altro la ridondanza delle proposizioni da uno a tre, undici e dodici. Tuttavia Berggren, in accordo con Dijksterhuis, respinge le critiche di Mach alla proposizione sei, aggiungendo che il suo vero significato sta nel fatto che dimostra che "se un sistema di pesi sospeso su una trave di bilanciamento è in equilibrio quando sostenuto in un punto particolare, allora qualsiasi ridistribuzione di questi pesi che preservi anche il loro comune centro di gravità preserva l'equilibrio". Altro motivo di critica risiede nel fatto che la proposizione sette è incompleta nella sua forma attuale, arrivando così a dimostrare la legge della leva solo per grandezze commensurabili.